# 池袋運輸区
池袋運輸区（いけぶくろうんゆく）は、かつてあった東日本旅客鉄道（JR東日本）首都圏本部の運転士・車掌が所属する組織である。2024年9月30日限りで廃止し、現在は池袋統括センター乗務ユニット。

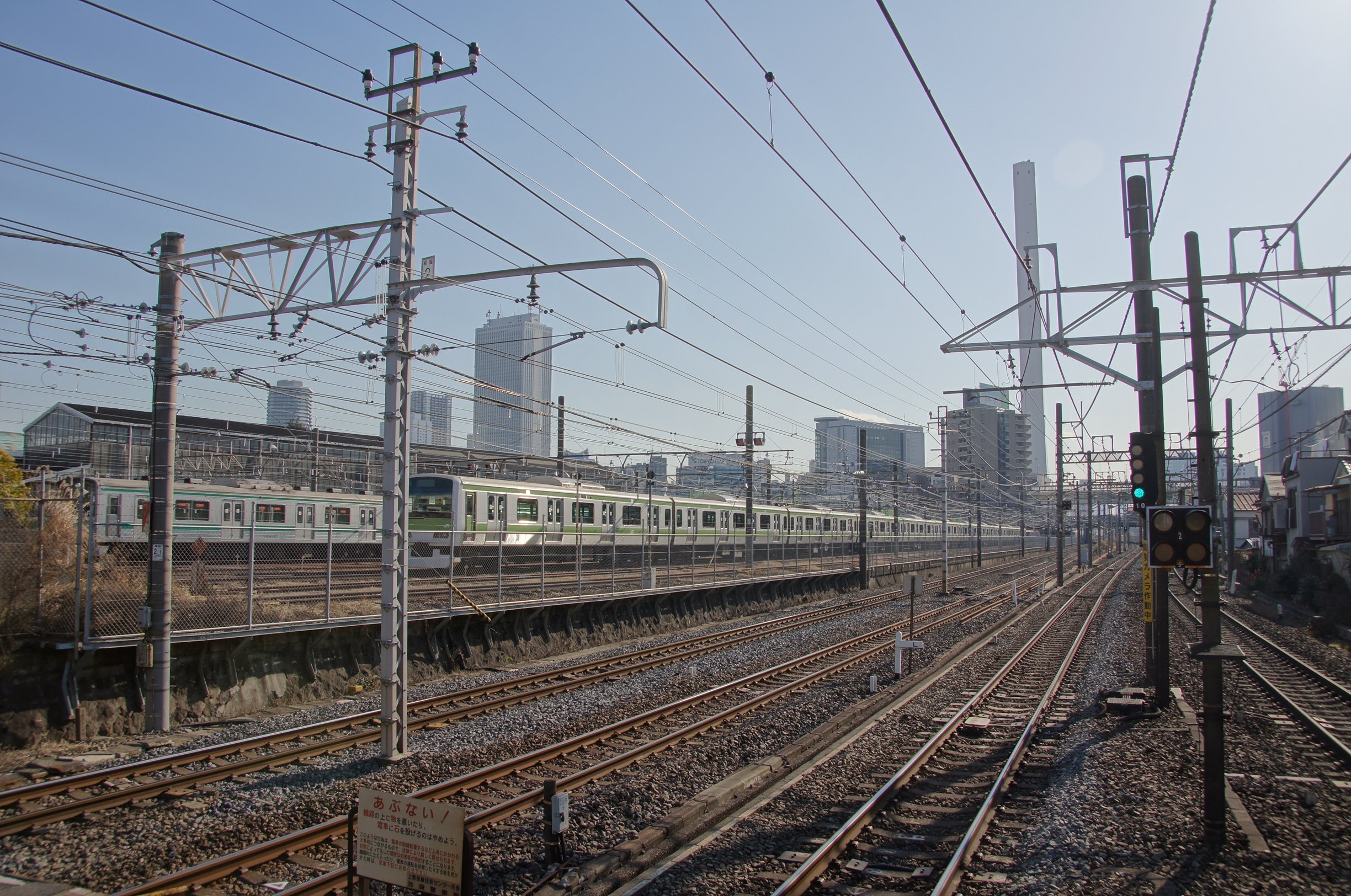
留置中のE231系500番台と205系

## 歴史
- 2008年12月14日 - 池袋運転区の運転士、構内の検修・入換業務と池袋車掌区の車掌業務を統合し発足。
- 2013年10月1日 - 検修、入換部門をJR東日本運輸サービスに移管。
- 2024年10月1日 - 池袋営業統括センターと統合し池袋統括センター発足。当区は廃止。

## 担当業務
山手線での乗務。庁舎は従来池袋運転区・池袋車掌区が使用していた庁舎を改修して使用している。また、埼京線（正式名称 - 赤羽線）池袋 - 板橋間にある、旧・池袋運転区の構内は同区の管理である。

### 運転士
- 基本的には外回りを担当するが、一部内回りも担当する。

### 車掌
- 基本的には内回りを担当する。
  - 平日は終日にわたって、約3割の外回りにも乗務する。
  - 改札行路は池袋車掌区では設定されていたが、当区への業務移管時に廃止された。
  - 池袋車掌区時代、過去にスーパービュー踊り子号を池袋 - 伊東間1往復担当していた。